# Киль, Лев Иванович
Лев Иванович Киль, Людвиг Карл фон Киль (1793—1851) — генерал-майор Свиты Его Императорского Величества, участник наполеоновских войн 1812—1814 и польской кампании 1830—1831; художник, почётный вольный общник Академии художеств.

## Биография
В службе офицером с 1813 года. С 1822 года — адъютант великого князя Константина Павловича. После смерти последнего (15 июня 1831 года) назначен (25 июня) флигель-адъютантом, а 6 декабря 1835 года произведён в генерал-майоры с зачислением в Свиту Е. И. В. и состоял в Свите до конца жизни; исключён из списков умершим Высочайшим приказом о чинах военных 27 ноября 1851 года.
Много работал как художник-акварелист (в основном писал сценки из быта царской семьи и окружения); автор серии офортов «Русские военные формы», выполненной в 1815—1819 годах по заказу Николая I. С 1832 года — почётный вольный общник Петербургской Академии художеств; был одним из составителей правил для Общества поощрения художников. В 1844—1848 годах — начальник над русскими художниками в Риме.
Лев Иванович Киль является соавтором разработанной лично императором Николаем I на рубеже 1830-х и 1840-х годов «каски образца 1844 года», заменившей в русской армии кивер и бывшей образцом для знаменитого прусского «пикельхельма», ставшего визитной карточкой прусской армии на долгие десятилетия.
Умер в Париже в ноябре 1851 года.

## Награды
- Орден Святой Анны 4-й степени (1813 год)
- Орден Святой Анны 2-й степени (1815 год)
- Орден Святого Станислава 2-й степени со звездой (1829 год)
- Знак отличия за военное достоинство 3-й степени (1831 год)
- Прусский орден Святого Иоанна Иерусалимского (1835 год)
- Орден Святого Станислава 1-й степени (6 декабря 1840 года)
- Орден Святого Георгия 4-й степени за 25 лет в офицерских чинах (№ 7139; 17 декабря 1844).

## Униформа русской армии в работах Льва Киля

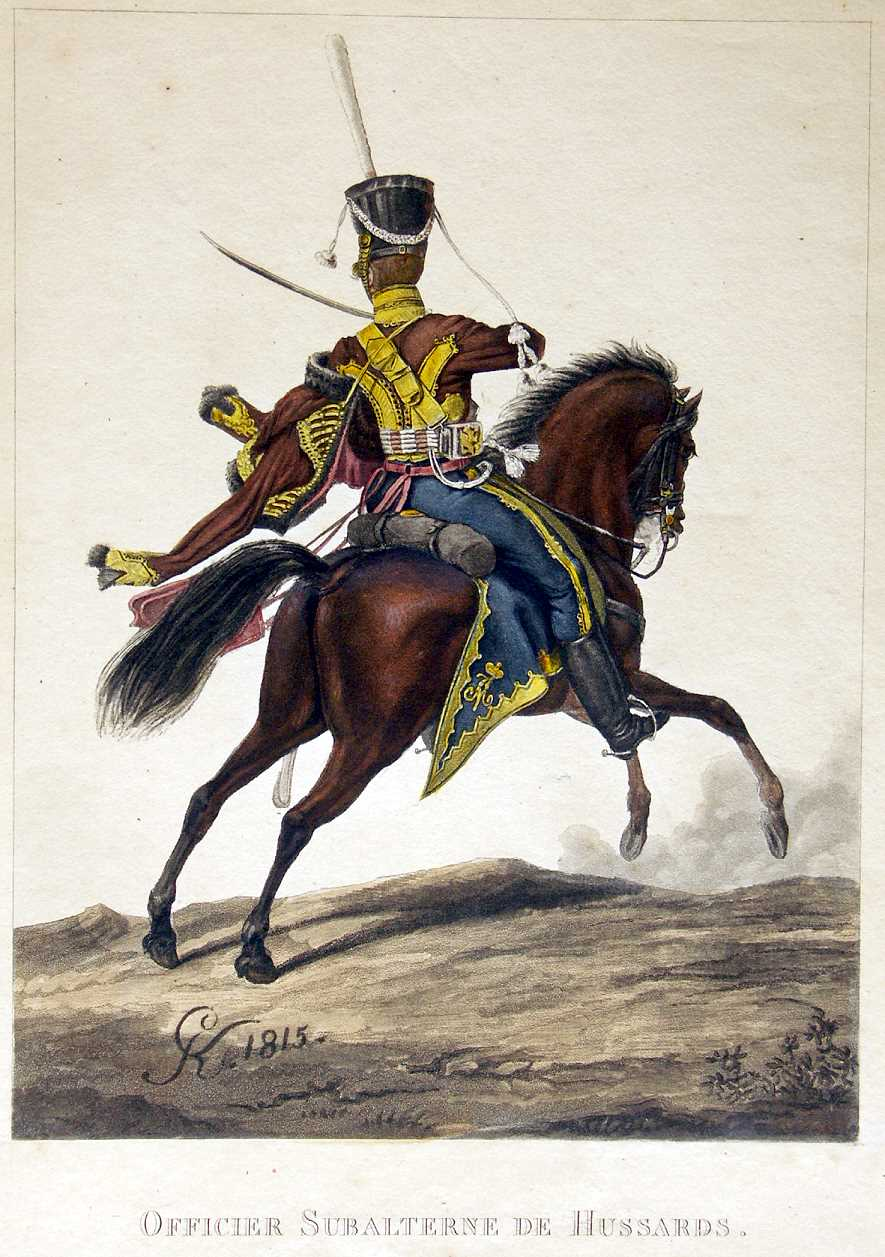
Обер-офицер Ахтырского гусарского полка.
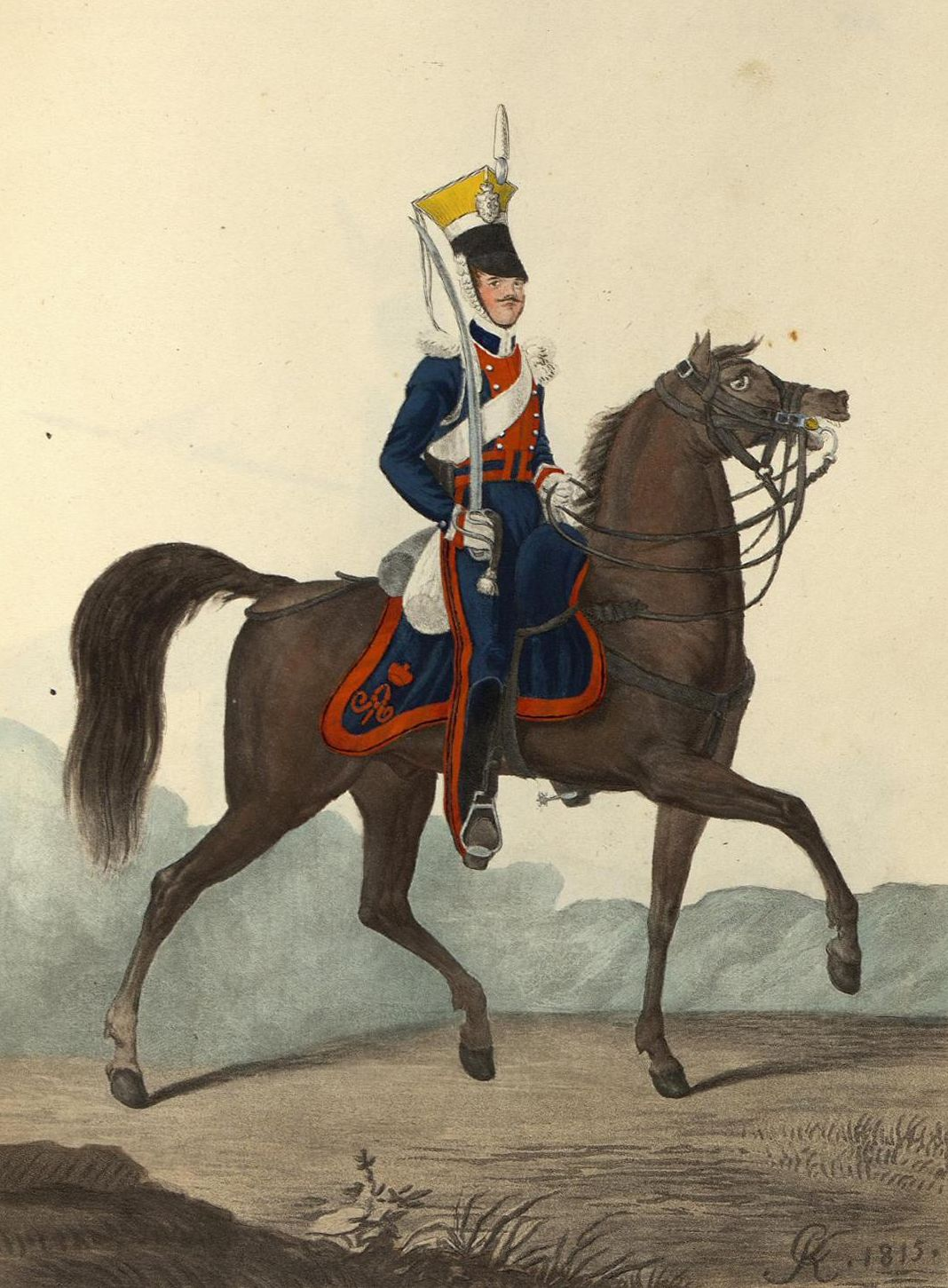
Унтер-офицер Борисоглебского уланского полка.
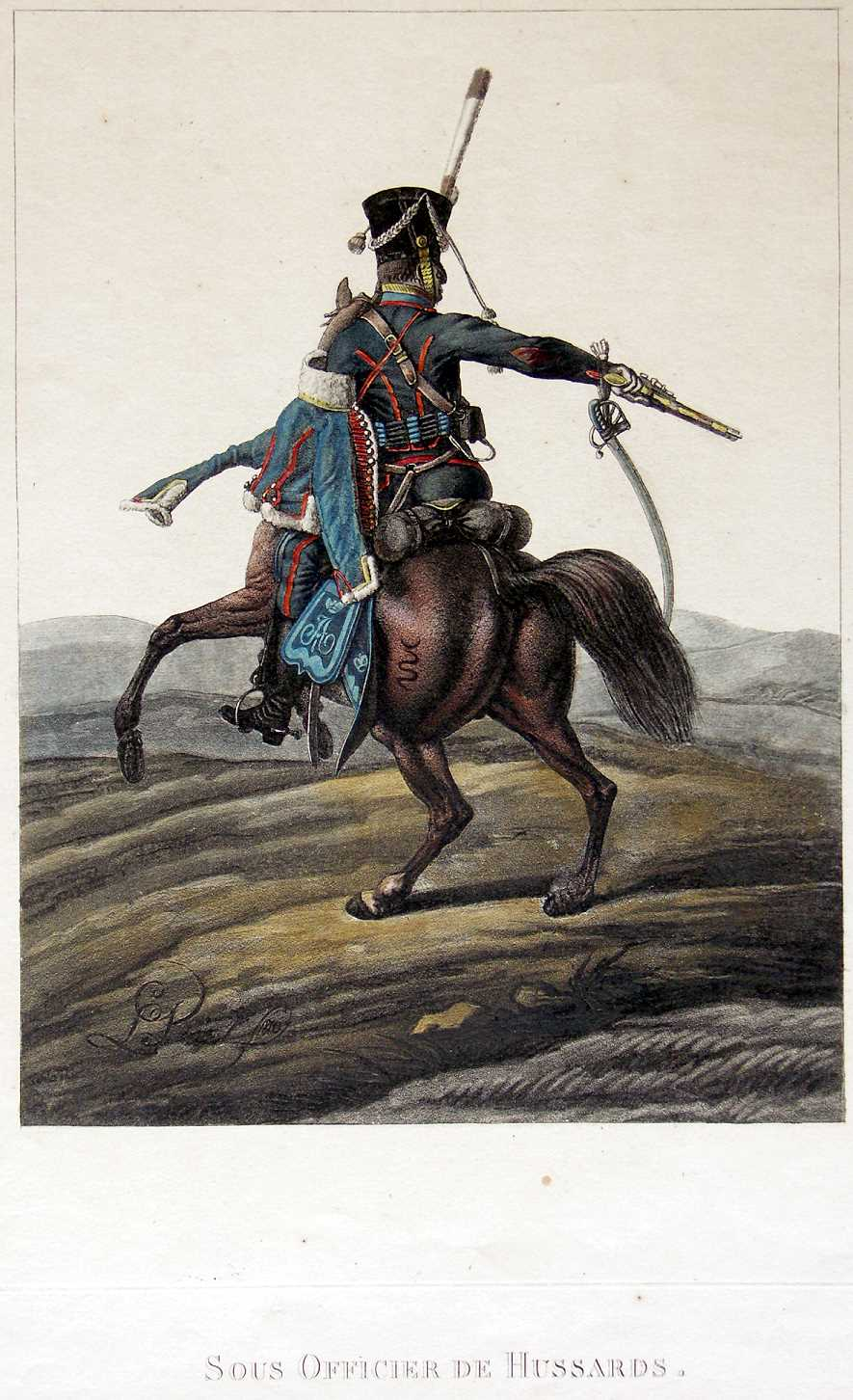
Унтер-офицер Павлоградского гусарского полка.
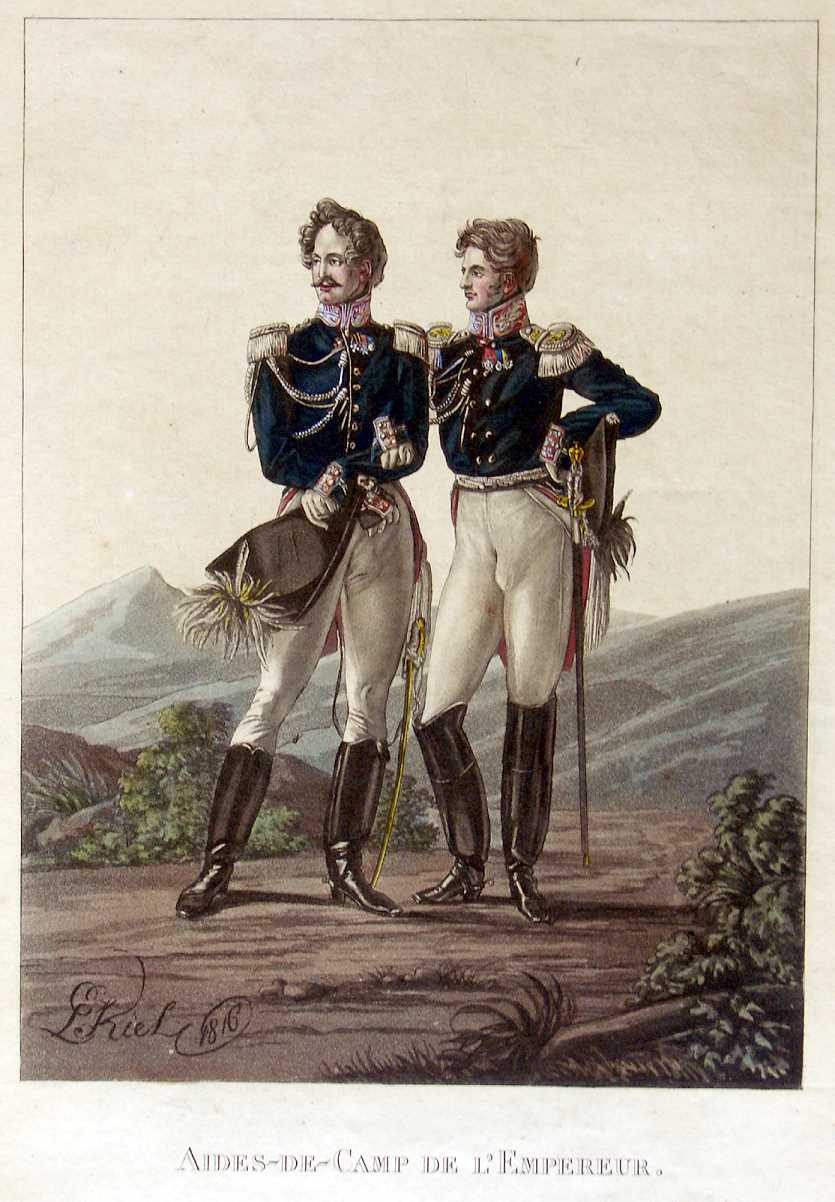
Флигель-адъютанты императора, состоящие по легкой и тяжелой кавалерии.
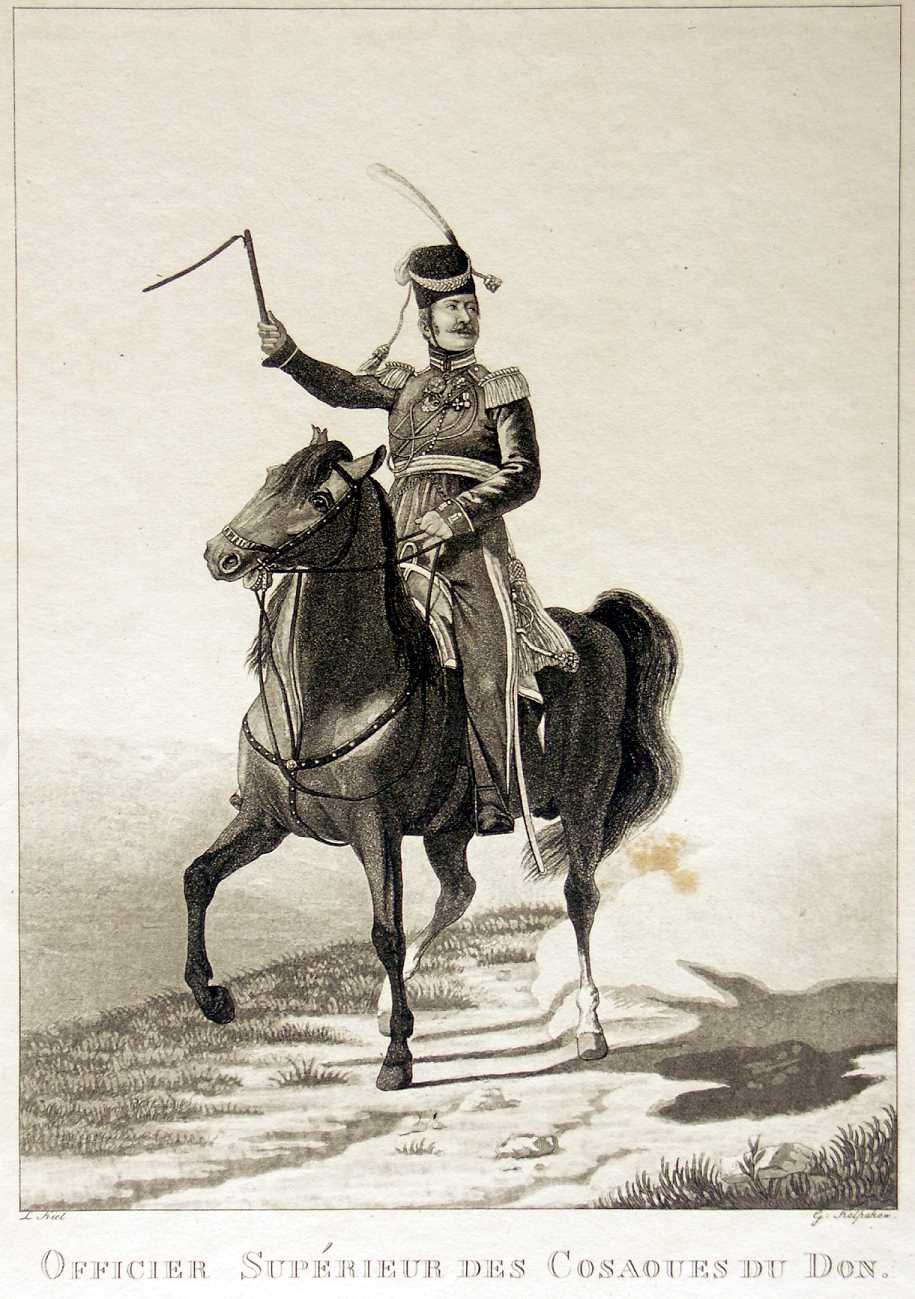
Штаб-офицер Всевеликого войска Донского.
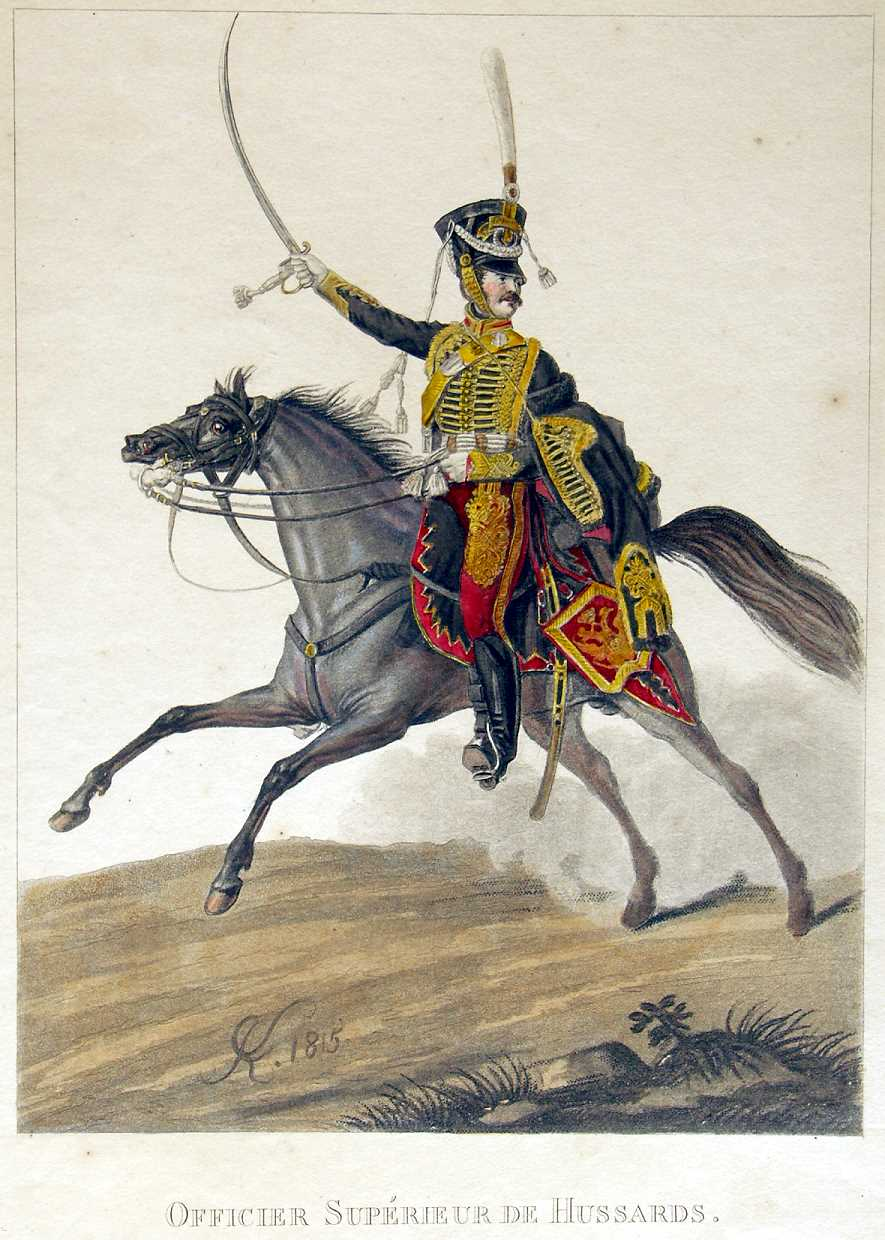
Штаб-офицер Иркутского гусарского полка.